# Pitts (Georgia)
Pitts è un comune degli Stati Uniti d'America, situato nello Stato della Georgia, nella contea di Wilcox.